# Anja Achtziger
Anja Achtziger (* 1970) ist eine deutsche Sozialpsychologin.

## Leben
1997 erwarb sie das Diplom in Psychologie an der TU Darmstadt. Nach der Promotion 2003 in Psychologie an der Universität Konstanz bei Peter M. Gollwitzer und Peter Steck war sie von 2001 bis 2010 wissenschaftliche Mitarbeiterin am Lehrstuhl für Sozialpsychologie und Motivation der Universität Konstanz. Nach der Habilitation 2008 in Konstanz (Venia Legendi für das gesamte Fach Psychologie) ist sie seit 2012 Inhaberin des Lehrstuhls für Sozial- und Wirtschaftspsychologie an der Zeppelin Universität.

## Schriften (Auswahl)
- Kognitionspsychologische Aspekte der willentlichen Stereotypkontrolle. 2003.
- mit Peter M. Gollwitzer: Motivation and Volition in the Course of Action. Konstanz 2008.